# Джанкарло Ди Негро
Маркиз Джанкарло Ди Негро (итал. Gian Carlo Di Negro; 14 июля 1769, Генуя — 1857, там же) — итальянский поэт, публицист, художник, меценат, покровитель литературных деятелей и художников. ботаник.
Богатый генуэзский аристократ. Учился в колледже Сан-Карло в Модене, тогда одном из самых престижных в Италии.
Вернувшись в Геную в 1789 году, снова отправился в образовательные поездки по Италии и за границу. В Милане познакомился с Дж. Парини, в Павии посещал университетские курсы. Посетил Мантую, Верону, Венецию и Вену. После провозглашения Лигурийской республики в 1797 г. возобновил свои путешествия, отправился в Париж, Лондон, Дублин. Вернувшись в Геную в 1802 году, купил виллу.

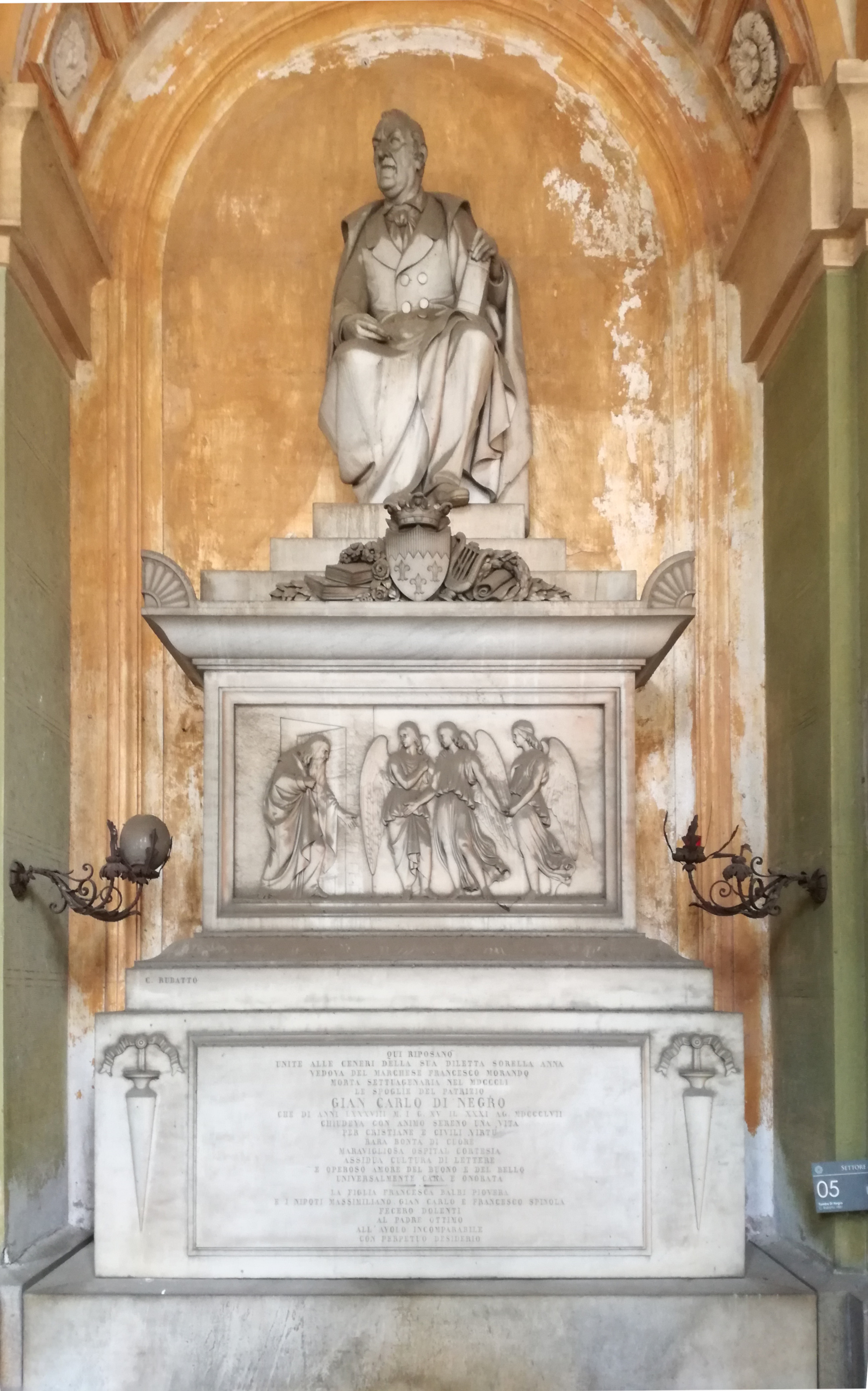
Могила Джанкарло Ди Негро на монументальном кладбище Стальено (Генуя)

Этот дом является местом встреч многих известных людей, в том числе мадам де Сталь, Байрона, Стендаля, Бальзак, Жорж Санд, А. Мюссе, А. Мандзони, А. Маффеи, Ф. Романи, Ч. Канту, У. Басси, Т. Мамиани делла Ровере, Ф. Гверрацци, а также таких музыкантов, как Крейцер, Сивори и Паганини и многих других.
Меломан. Покровительствовал Никколо Паганини, участвовал в раскрытии его таланта.
Ежегодно публиковал свои новые сочинения.
Похоронен на кладбище Стальено в Генуе.